# Mesochorus herero
Mesochorus herero är en stekelart som beskrevs av Günther Enderlein 1914. Mesochorus herero ingår i släktet Mesochorus och familjen brokparasitsteklar. Inga underarter finns listade i Catalogue of Life.